# 橋本昌
橋本 昌（はしもと まさる、1945年11月19日 - ）は、日本の政治家。自治官僚。茨城県知事（6期）。退任時には、現職の都道府県知事としては石川県知事の谷本正憲と並ぶ最多選者であった。

## 経歴

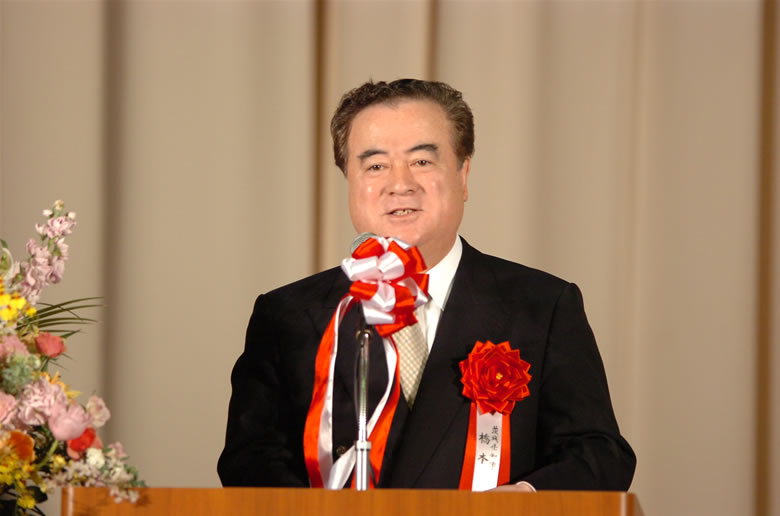
2007年3月10日、首都圏中央連絡自動車道つくば牛久‐阿見東開通式典にて

茨城県那珂郡東海村生まれ。茨城中学校、茨城県立水戸第一高等学校を経て、東京大学法学部卒業。
1969年自治省に入省。山梨県総務部長や、国土庁・消防庁などの役職を歴任し、1993年、自治省公営企業第一課長を最後に退官した。
1993年、自由民主党･新生党･新党さきがけ･日本新党の推薦を得て、不祥事（汚職事件）による竹内藤男の辞職に伴う茨城県知事選に立候補し、前水戸市長の佐川一信を破って初当選。高知県の橋本大二郎に次ぐ戦後生まれの知事となった。
全国港湾知事協議会会長、原子力発電関係団体協議会会長、全国知事会原子力発電対策特別委員会委員長、中央教育審議会委員。

## 選挙

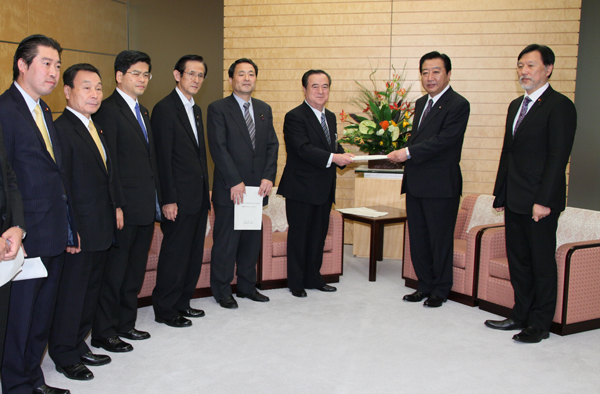
2011年9月27日、内閣総理大臣官邸にて内閣総理大臣野田佳彦（右から2人目）、参議院議員郡司彰（右から4人目）らと

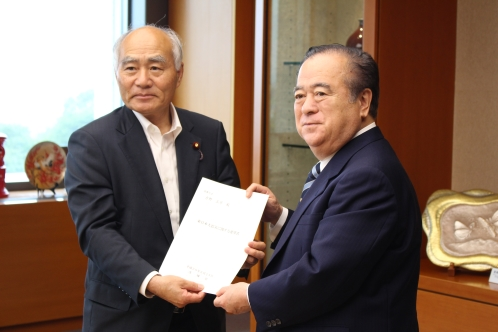
2017年6月28日、茨城県庁舎にて復興大臣吉野正芳（左）と

第44回衆議院議員総選挙と同日の2005年9月11日に、2005年茨城県知事選挙が行われた。県内に強い地盤を持ち4期目をめざす橋本と、共産推薦の新人の一騎討ちとなったが、橋本はそれまで3期、12年間も茨城県知事を務めており、自民・公明・民主・社民が推薦した前回2001年9月16日の知事選とは異なり、推薦を出したのは、公明と社民のみであった。前回20%であった投票率は、郵政選挙と言われた第44回衆議院議員総選挙と同日であったため、60%台にまで上昇した。4選。
2009年茨城県知事選挙では、5期目は県民の支持を得られないとし、自民党茨城県連が橋本の推薦を見送って対立候補を擁立、民主党や共産党も対立候補を擁立した。第45回衆議院議員総選挙と同日実施であったため、投票率は前回同様60%台を維持し、橋本が大差で5選した。
2013年茨城県知事選挙にあたって、同年6月に県内の全市町村長からの立候補要請を受けて6期目の立候補を表明した。今回の茨城県知事選挙は第23回参議院議員通常選挙の直後だったことから、党内調整がつかず自民党は独自候補擁立を断念、民主党も候補を擁立できなかった。結果として6期目を目指す橋本と共産推薦の新人による一騎討ちとなり、橋本が6選した。投票率は、過去最低だった2001年は上回ったものの、31.74%にとどまった。
2017年茨城県知事選挙では茨城県市長会、茨城県町村会、連合茨城、茨城県医師連盟、茨城県建設業協会など多数の団体の推薦を受けて7選を目指した。候補者は橋本、自民党と公明党の推薦を受けた大井川和彦、日本共産党の推薦を受けた鶴田真子美の3人。7月16日に行われた橋本の総決起大会では選対本部長を務める北茨城市長の豊田稔が「自民党県連は操り人形をつくろうとしている」と述べ対決姿勢をあらわにした。東海第二原子力発電所の再稼働問題につき「賛成でも反対でもない」という態度を取った対立候補の大井川和彦とは対照的に、橋本は8月10日の出陣式で「再稼働は認めない」と述べた。従来、原発再稼働について意見を明言しなかったことから、この表明は関係者を驚かせた。8月27日に行われた選挙で、大井川に敗れて落選した。票にして約70,000票差であり、得票率で見ても、当選した大井川の47.50%に対して、橋本も40.85%の得票率という選挙結果であった。落選が決まった後、会見で「今後、政治活動を行うことはない」と政界引退の意向を示した。9月25日、1993年から6期24年務めた茨城県知事を退任。

## 行政

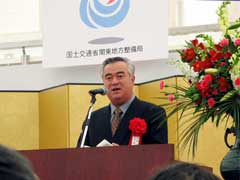
2003年3月29日、首都圏中央連絡自動車道つくば‐つくば牛久開通式典にて

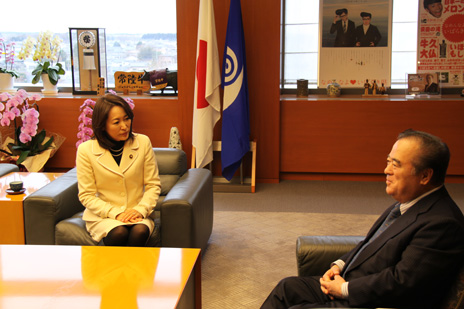
2014年1月15日、茨城県庁舎にて内閣府特命担当大臣（少子化対策担当）森まさこ（左）と

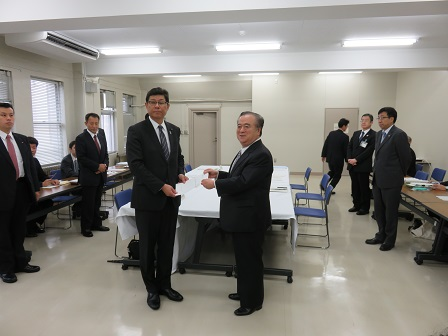
2016年3月19日、茨城県三の丸庁舎にて復興大臣髙木毅（左）と

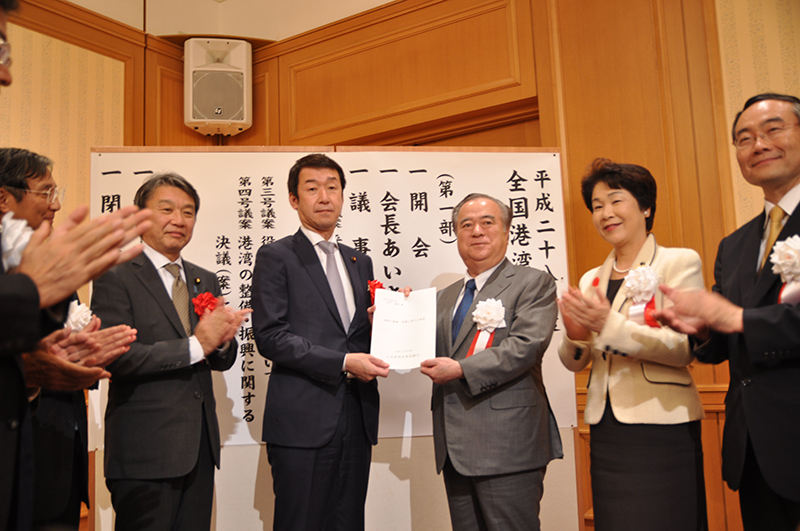
2016年10月11日、全国港湾知事協議会意見交換会にて国土交通副大臣田中良生（中央）、国土交通大臣政務官大野泰正（左）らと

県関係者からは地味だが堅実な県政運営を行っていると評されているが、医療・福祉政策が弱いと批判が多い。
茨城県では、「犬猫の殺処分ゼロ」に特化した条例としては全国初となる「茨城県犬猫殺処分ゼロを目指す条例」が2016年12月に制定され、それを受けて、2017年度に犬猫殺処分ゼロに向けた各種施策を予算化した。
在任中のおもな実績としては茨城空港や首都圏新都市鉄道つくばエクスプレスの整備、茨城国体、茨城県立カシマサッカースタジアムへの東京オリンピックサッカー競技誘致など。

### 福島第一原子力発電所事故後の健康診断の是非
2011年11月9日以降、福島第一原子力発電所事故後の茨城県での子どもを対象とする健康診断について、必要ない旨を発言し、一貫して健康診断を実施しない立場をとっている。
2011年11月9日の定例記者会見では「確かにご心配はあるかもしれないけれども、これまでも、専門家から見て、今のレベルで調査を大々的にやるような必要はないだろうという意見を何人もの先生から聞いております。それを踏まえて、例えば、個々人の方々が非常に心配な状況があるというものに対してはきちんと対応をしていきたいと思っておりますが、一般論として、子どもたちの健康診断を実施するかどうかということについては、福島県の例を見ましても、その内部被曝調査や甲状腺簡易測定調査の結果などを参考にしても、本県では実施する必要はないのではないかという意見でありますので、それを尊重していきたいと思います」と述べた。
2012年9月19日の茨城県議会の一般質問において、福島第一原子力発電所事故後の健康影響調査について、次のような答弁をしている。
- チェルノブイリ原発事故において甲状腺がんの増加が見られたのは事故後4、5年を経過してからであり、専門家からはその前段階で検査を実施しても、被爆による甲状腺がんがみつかることは考えにくく、かえって受診者が不必要な医療を受けたり不安になるという弊害をもたらす可能性があるとのアドバイスを受けている
- 福島県での甲状腺超音波検査では8万174人のうち99.5%が2次検査の必要なしと判定され、残り5%のうち1人から甲状腺がんが発見されたが、専門家は進行の遅い甲状腺がんが1年で発生することは考えにくいことから福島原発事故の被爆による影響を否定している
- 茨城県内では、WHO（世界保健機関）の推計からは、福島県の近隣県という区分で1歳児で1～10ミリシーベルトという数値が示され、また、つくば市の高エネルギー加速器研究機構の空気中放射性物質濃度データも東海村より十分低い数値であり、いずれものデータもIAEA（国際原子力機関）で示された安定ヨウ素剤の服用基準である50ミリシーベルトより低い値になっている
- 福島県で行われているような疫学調査は、国がその必要性を十分に検討し、何を検査すべきか、どの地域を対象とすべきかなどについて統一的基準や方針を示し、系統立てて実施するべきである
- 健康影響調査については国の適切な対応を求めるとともに、県としても状況の変化に応じて適切に対応してまいりたい

その後、2013年6月から希望者に対し、茨城県立中央病院内の放射線検査センターでホールボディカウンターによる検査が受けられるような体制がとられた。
2014年2月10日、茨城県内の被災状況視察に訪れた小泉進次郎復興大臣政務官に対しても、
- 国において幅広く疫学的な調査を実施し、結果及び評価の情報提供等により国民の不安の払拭に努めること
- さらに、「原発事故子ども・被災者支援法」の基本方針に規定する支援対象地域、準支援対象地域に応じた必要な施策を講ずることにより、被災者の不安解消に努めること

以上2点をこれまでどおり、要望している。
2017年6月の茨城県議会の一般質問において、健康影響調査について、次のような答弁をしている。
- （これまでの県の対応）
  - 本県では、事故直後に移動式のモニタリングポストを設置したほか、食品や水道水の検査を早くから細かく実施し、早期に農作物などの出荷制限や水道水の乳幼児への飲用自粛を呼びかけるなどの必要な措置を講じてきた。
  - これら細かい食品検査の結果や、モニタリングポストのデータに加え、福島県で内部被ばく検査として実施したホールボディカウンタの検査でも、極めて少ない被ばく線量であったことなどを基に、専門家から内部被ばく検査は、必要ないとの意見を踏まえ県として判断した。
  - しかしながら、どうしても心配なので、有料でもホールボディカウンタの検査を受けたい、という強い県民の声もあり、希望者に対し実費相当分を徴収して、平成26年6月から県立中央病院で実施することとし、平成29年6月までに167人実施している。
- （国の判断）
  - 国の「事故に伴う住民の健康管理にあり方に関する専門家会議」の中間報告においても、現段階で、甲状腺被ばく線量が、福島県より高いというデータは認められず、まずは福島県の健康調査を見守る必要があると示され、甲状腺検査を希望する強い不安に対しては、個別の相談とリスクコミュニケーションの取組みを行うべきとされている。
- （知事の見解）
  - ただ一方で、疫学的な調査として、放射線健康影響調査をやっていくべきであり、一番心配される子どもについて言えば、進学や就職、結婚などによって他県等に転出する場合も多いので、広島及び長崎の被爆者の長期健康影響調査のように、国の機関が、全国的にきちんとした基準をもとに長期的に実施していくべきであり、それに対して県としても積極的にいろいろと協力していく考えである。
- （国へ要望）
  - この疫学調査については、これまでも強くその実施を要請しているが、今後も引き続き、国に要望するとともに、国や福島県の検討結果を注視しながら、不安をお持ちの方には、保健所等において個別の相談に応じ、その中で、甲状腺検査や内部被ばく検査を希望される方には、専門の医療機関を紹介するなど、県民の放射線による健康不安の解消に努める。

### 長谷川智恵子の障がい者発言について
2015年11月18日に茨城県教育委員の長谷川智恵子が県総合教育会議で「妊娠初期にもっと（障害の有無が）わかるようにできないのか。（教職員も）すごい人数が従事しており、大変な予算だろうと思う」「意識改革しないと。技術で（障害の有無が）わかれば一番いい。生まれてきてからじゃ本当に大変」「茨城県では減らしていける方向になったらいい」と発言した際に、それに対し橋本昌知事は「問題ない」と発言した。
その後、2015年第4回茨城県議会定例会において、「長谷川氏の発言の全てを容認したと受けとられるような私の発言により、障害のある方はもとより、多くの関係者の皆様に不快感や苦痛を与えたことにつきましても、深くおわび申し上げます。今回、さまざまな御意見をいただきましたが、これらをしっかりと受けとめ、これからの行政運営に生かし、今後、特別支援教育や福祉施策にこれまで以上に熱心に取り組み、充実させていくことで責任を果たしてまいりたいと考えております」と発言した。

## 批判
県職員の82人（うち、知事直轄部署で31人）が自殺
平成29年6月13日第2回県議会定例会本会議において、村上典男議員から、県知事就任以来、県職員が82人自殺、知事直轄部署だけでも31人の自殺者が出ていることが指摘された。これに対し、橋本知事は「たとえ一人であっても県の発展に尽くしてきた優秀な人材が自ら命を絶つという事態は誠に痛ましく残念なことであり、県にとって大きな損失であると考えております」と述べ、職員のメンタルヘルス対策などにこれまで以上に取り組むと答えた。
動物殺処分に対しての姿勢
動物の殺処分ワースト1位になったことに対して、女優の杉本彩がインタビューを行ったところ、「最後まで「さらに力を入れて取り組みます」というお言葉が知事から一言も伺えなかったのは少し残念ではありました。」と書かれている。平成28年第4回茨城県議会定例会において議員提案条例として「茨城県犬猫殺処分ゼロを目指す条例」が議決され、平成28年12月28日に茨城県条例第59号で公布、同日施行された。